# Spinacris
Spinacris is een geslacht van rechtvleugeligen uit de familie Pyrgomorphidae. De wetenschappelijke naam van dit geslacht is voor het eerst geldig gepubliceerd in 1933 door Willemse.

## Soorten
Het geslacht Spinacris omvat de volgende soorten:
- Spinacris elegans Kevan, 1966
- Spinacris inermis Kevan, 1974
- Spinacris viridis Willemse, 1933